# Machimus macrophthalmus
Machimus macrophthalmus är en tvåvingeart som först beskrevs av Friedrich Hermann Loew 1871.  Machimus macrophthalmus ingår i släktet Machimus och familjen rovflugor. Inga underarter finns listade i Catalogue of Life.